# Baddeleyita
La baddeleyita és un mineral de la classe dels òxids que pertany i dona nom al grup de la baddeleyita. Va ser descoberta l'any 1892 a Kollonnagam, Rakwana, Districte de Ratnapura, Província de Sabaragamuwa, Sri Lanka. Rep el seu nom de Joseph Baddeley, geòleg britànic.

## Característiques
La baddeleyita és un òxid simple anhidre de zirconi (ZrO₂). A més dels elements de la seva fórmula, sol portar com impureses: calci, ferro, hafni, silici i titani, que li donen les diferents tonalitats de color. Cristal·litza en el sistema monoclínic formant cristalls tabulars prismàtics i fibres radials en masses botrioides. La seva duresa és de 6,5 a l'escala de Mohs.
Segons la classificació de Nickel-Strunz, la baddeleyita pertany a «04.De: Òxids i hidròxids amb proporció Metall:Oxigen = 1:2 i similars amb cations de mida mitjana; amb diversos poliedres» juntament amb els següents minerals: downeyita, koragoita, koechlinita, russellita, tungstibita, tellurita, paratellurita, bismutotantalita, bismutocolumbita, cervantita, stibiotantalita, stibiocolumbita i clinocervantita.

## Formació i jaciments
Es troba com a mineral accessori en carbonatites i kimberlites; en sienites, diabases, gabres i anortosites; detrític en graves gemma; també en basalts lunars, tectites i meteorits. Sol trobar-se associada a altres minerals com: ilmenita, zirkelita, apatita, magnetita, perovskita, fluorita, nefelina, piroclor o al·lanita.